# Aventurile lui Sammy 2
Aventurile lui Sammy 2 (engleză Sammy's Adventures 2) este un film de animație, totodată al doilea continuarea filmului Aventurile lui Sammy, produs de nWave Pictures, regizat de Ben Stassen, și lansat de Belga Films pe 15 august 2012 în Belgia. Filmul este lansat în România de MediaPro Distribution pe 5 octombrie 2012.
1. 1 2   http://www.allocine.fr/film/fichefilm_gen_cfilm=194660.html, accesat în 1 mai 2016 Lipsește sau este vid: |title= (ajutor)
2. 1 2   http://www.imdb.com/title/tt2288005/, accesat în 1 mai 2016 Lipsește sau este vid: |title= (ajutor)